# 2 grosze 1923 Dwukrotny rewers
2 grosze 1923 Dwukrotny rewers – próbna moneta dwugroszowa okresu złotowego II Rzeczypospolitej, po obydwu stronach  z jednakowym rysunkiem przedstawiającym nominał i datę roczną 1923.
Projektantem był Józef Aumiller. Na monecie nie ma umieszczonego znaku mennicy ani napisu „PRÓBA”.

## Rysunek
Na obydwu identycznych stronach monety w centralnej części umieszczono cyfrę „2", pod nią napis „GROSZE”, poniżej rok 1923,  dookoła wieniec z kłosów z wiązanką kwiatów u dołu.

## Opis
Monetę wybito w brązie, na krążku o średnicy 15 mm i masie 1,55 grama, z rantem gładkim, w nakładzie 125 sztuk.
Pod koniec drugiego dziesięciolecia XXI w. ze znanych monet II Rzeczypospolitej jest to:
- jedyna moneta o jednakowym rysunku po obydwu jej stronach,
- jedna z dwóch kolekcjonerskich monet próbnych z datą 1923, obok 50 marek polskich 1923[5], niemających żadnego odpowiednika w monetach wprowadzonych do obiegu,
- jedna z trzech próbnych monet kolekcjonerskich/pamiątkowych, na której nie ma umieszczonego żadnego wyobrażenia godła państwa, obok[4]:
  - 5 groszy 1929 Zjazd w Poznaniu[6], oraz
  - 5 złotych 1930 Wizyta w Brukseli[7].

## Odmiany

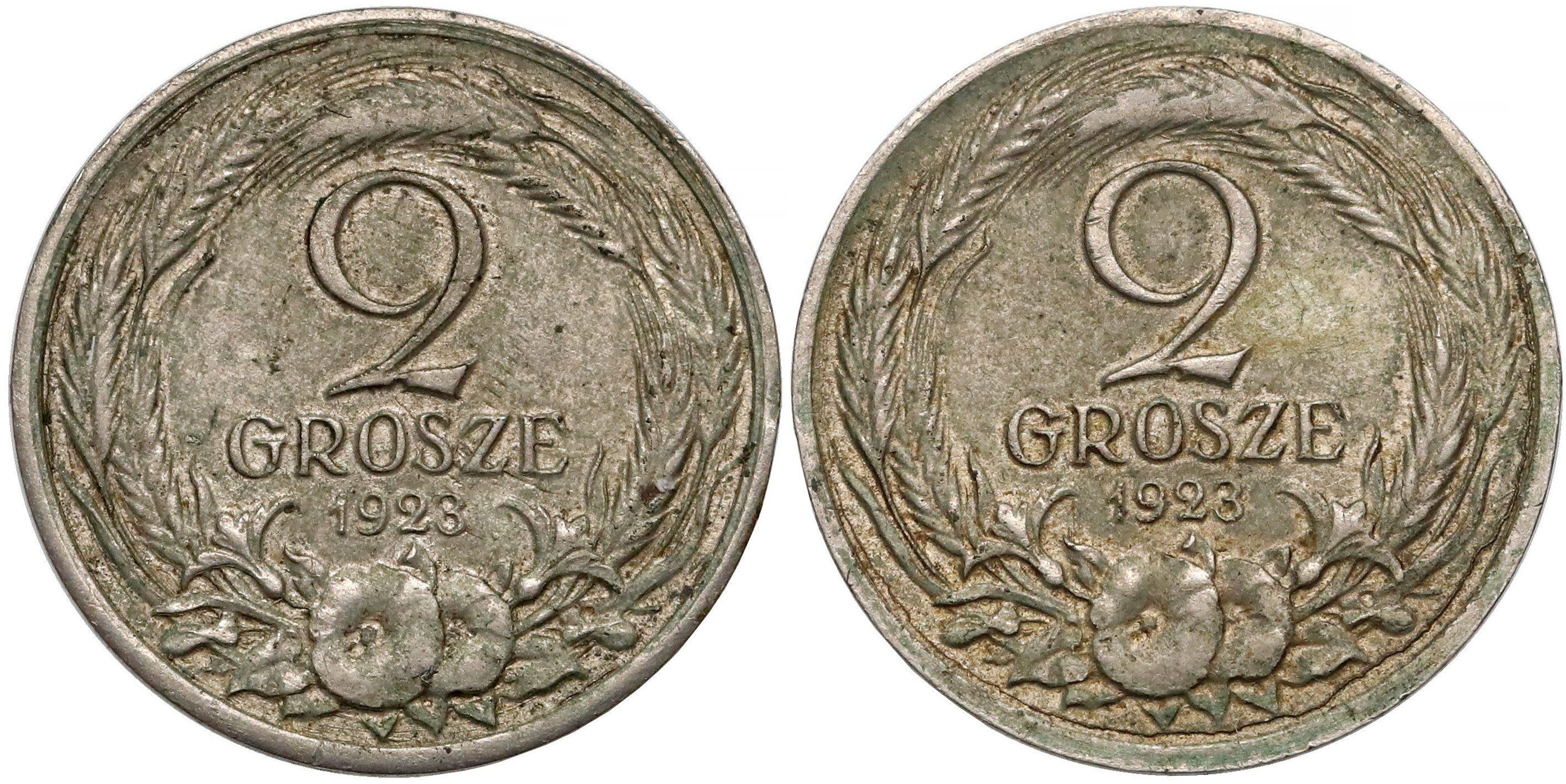
Bicie w srebrze

Istnieją również odmiany tej monety:
- odbitka jednostronna w brązie (masa 1,55 grama, nakład nieznany, nienotowana)
- odbitka w srebrze (masa 1,87 grama, nakład nieznany, notowana na aukcjach numizmatycznych)
- odbitka w złocie (masa 2,69 grama, nakład nieznany, notowana na aukcjach numizmatycznych)[8]
- odbitka w niklu (masa nieznana, nakład nieznany, znana z notatek W.Terleckiego)